# Генералов, Иван Петрович
Иван Петрович Генералов (15 апреля 1906, хутор Панин, станица Аржановская, Хопёрский округ, область Войска Донского — 11 октября 1967, Донецк) — советский военачальник, полковник (1943).

## Начальная биография
Иван Петрович Генералов родился 15 апреля 1906 года в хуторе Панин станицы Аржановской ныне Алексеевского района Волгоградской области.

## Военная служба

### Довоенное время
4 октября 1928 года призван в ряды РККА и направлен в 37-й кавалерийский полк (7-я кавалерийская дивизия), дислоцированный в Минске, в составе которого с декабря того же года проходил подготовку в полковой школе и после окончания в ноябре 1929 года оставлен на сверхсрочную службу старшиной, а в феврале 1932 года назначен командиром взвода в составе того же полка.
В октябре 1934 года направлен на учёбу на кавалерийские курсы усовершенствования командного состава в Новочеркасске, после окончания которых в октябре 1935 года назначен на должность инструктора техники конного дела, в ноябре 1939 года — на должность командира эскадрона в составе 195-го отдельного разведывательного батальона (121-я стрелковая дивизия), в марте 1940 года — на должность помощника начальника штаба 383-го стрелкового полка в составе 121-й стрелковой дивизии. В ноябре того же года направлен на учёбу в Высшую школу штабных командиров в Москве, после окончания которой в мае 1941 года назначен начальником штаба того же 383-го стрелкового полка.

### Великая Отечественная война
С началом войны 121-я стрелковая дивизия в составе 47-го стрелкового корпуса заняла оборону на Минском укреплённом районе по восточному берегу реки Шара в районе Слонима, на котором вела оборонительные боевые действия, а затем отступала за Березину в район Борисова и далее на рубеж Копысь — Новый Быхов, после чего в июле принимала участие в Смоленском сражении и вскоре — в оборонительных боевых действиях на реках Сож, Судость и Десна. Во время Орловско-Брянской оборонительной операции И. П. Генералов вместе с 383-м стрелковым полком 30 сентября попал в окружение в районе хутора Михайловский и Хинельских лесов, из которого вышел в районе Песочная и Льгов.
В октябре капитан И. П. Генералов назначен на должность начальника оперативного отделения 121-й стрелковой дивизии, после чего принимал участие в оборонительных боевых действиях на реке Тим и Елецкой наступательной операции. 15 декабря дивизия была выведена в резерв Юго-Западного фронта и передислоцирована в район Ельца, а в феврале 1942 года заняла оборонительный рубеж дер. Ново-Александровское — Полевое по реке Тим. В мае того же года майор И. П. Генералов назначен на должность начальника штаба 121-й стрелковой дивизии, которая вскоре вела боевые действия в районе Землянск, а с 7 июля — в ходе Воронежско-Ворошиловградской оборонительной операции. В августе 1942 года подполковник И. П. Генералов был ранен.
С января 1943 года 121-я стрелковая дивизия принимала участие в боевых действиях в ходе Воронежско-Касторненской и Харьковской наступательных операциях, после которых с 23 апреля заняла оборонительный рубеж на правом берегу реки Сейм, откуда в июле была передислоцирована в район Рыльска, после чего принимала участие в боевых действиях в ходе Курской битвы, Черниговско-Припятской наступательной операции и форсировании Десны и Днепра с занятием плацдарма в районе Ясногородки. С 3 ноября 1943 года дивизия принимала участие в ходе Киевской наступательной и оборонительной, Житомирско-Бердичевской, Ровно-Луцкой, Проскуровско-Черновицкой, Львовско-Сандомирской, Карпатской и Карпатско-Дуклинской наступательных операциях. В период с 24 ноября по 9 декабря 1944 года полковник И. П. Генералов исполнял должность командира 121-й стрелковой дивизии, ведшей боевые действия юго-западнее польского города Санок.
С января 1945 года дивизия принимала участие в боевых действиях в ходе Западно-Карпатской, Моравско-Остравской и Пражской наступательных операциях.

### Послевоенная карьера
С августа 1945 года полковник И. П. Генералов находился в распоряжении Главного управления кадров НКО и в марте 1946 года направлен на учёбу на курсы усовершенствования командиров стрелковых дивизий при Военной академии имени М. В. Фрунзе, после окончания которых в апреле 1947 года назначен на должность начальника оперативного отделения штаба 17-й пулемётно-артиллерийской дивизии (Закавказский военный округ).
В апреле 1950 года направлен в Одесский военный округ, где назначен на должность начальника штаба 265-го гвардейского стрелкового полка (86-я гвардейская стрелковая дивизия). С августа 1952 года находился в распоряжении Военного Совета Одесского военного округа и в декабре того же года назначен начальником штаба 7-го пулемётно-артиллерийского полка (24-я пулемётно-артиллерийская дивизия, 5-я общевойсковая армия, Приморский военный округ).
Полковник Иван Петрович Генералов 12 августа 1953 года вышел в запас. Умер 11 октября 1967 года в Донецке.

## Награды
- Орден Красного Знамени (21.09.1943);
- Орден Богдана Хмельницкого второй степени (10.01.1944);
- Орден Отечественной войны первой (24.11.1943) и второй (27.05.1945) степени;
- Два ордена Красной Звезды (25.03.1943, 03.11.1944);
- Медали.